# Sarreinsming
Sarreinsming – miejscowość i gmina we Francji, w regionie Grand Est, w departamencie Mozela.
Według danych na rok 1990 gminę zamieszkiwało 1166 osób, a gęstość zaludnienia wynosiła 167 osób/km² (wśród 2335 gmin Lotaryngii Sarreinsming plasuje się na 329. miejscu pod względem liczby ludności, natomiast pod względem powierzchni na miejscu 834.).